# James Bridges
James Bridges (ur. 3 lutego 1936 w Little Rock; zm. 6 czerwca 1993 w Los Angeles) – amerykański reżyser, scenarzysta i producent filmowy.
Był dwukrotnie nominowany do Oscara za scenariusze do swoich filmów W pogoni za papierkiem (1973) i Chiński syndrom (1979). Ten drugi tytuł, opowiadający o awarii reaktora nuklearnego, wszedł do historii kina jako dzieło prorocze – film trafił na ekrany amerykańskich kin dwanaście dni przed rzeczywistym wypadkiem w elektrowni jądrowej Three Mile Island.
W życiu prywatnym od 1958 aż do swojej śmierci Bridges był partnerem życiowym aktora Jacka Larsona. Chorował na raka jelita grubego.